# Magnus I di Götaland
Magnus I Nilsson, o Magnus il Forte o Magnus I di Danimarca (1106 – Scania, 4 giugno 1134), è stato un principe danese e governatore scandinavo, governò il sud della Svezia dal 1125 al 1130.
Era figlio di Niels di Danimarca e di Margareta Fredkulla, figlia più anziana di Ingold I di Svezia.

## Biografia

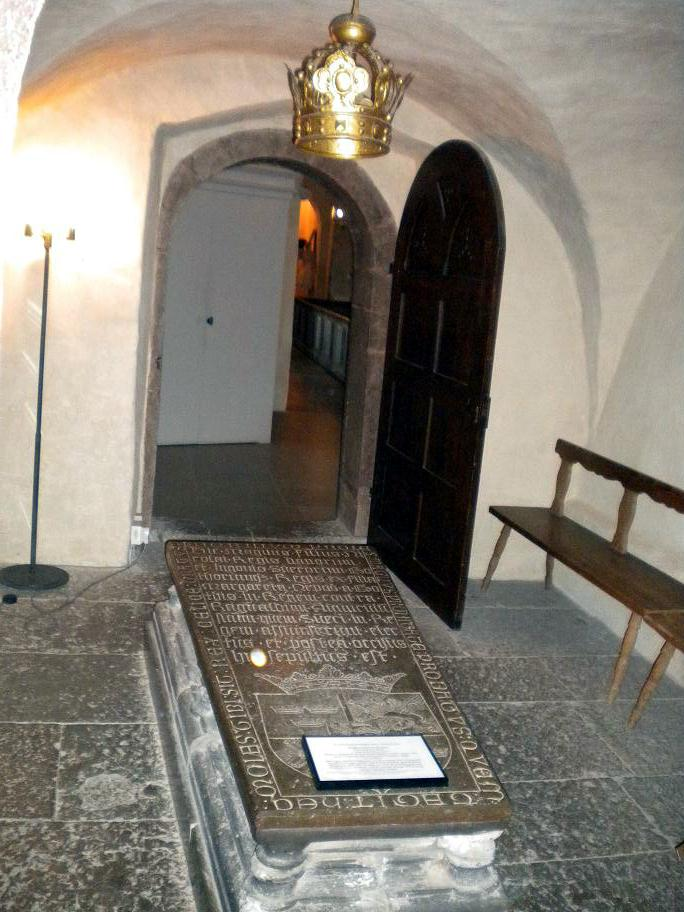
Il cenotafio di Magnus I di Götaland Vreta.

Nipote di Ingold I, reclamò i diritti sul trono di Svezia quando Ingold II, suo cugino, morì nel 1125. I Goti lo elessero re, ma gli svedesi non lo accettarono (in accordo con la legge di Västgötalagen gli svedesi avevano il diritto di poter eleggere e deporre un re). Magnus effettivamente non è menzionato nella legge di Västgötalagen e nel 1130 fu espulso dalla Svezia da Sverker I.
Magnus sposò Rikissa (Richeza), figlia di Boleslao III di Polonia. Egli prese parte alle guerre civili danesi, tentando di aiutare suo padre, il re Nilsen, con l'intento di essere il futuro erede e re, però morì nella battaglia di Fotvik, in Scania, nel 1134. Il padre fu sconfitto nella medesima battaglia e morì lo stesso anno nello Schleswig in Danimarca.
La vedova di Magnus, Rissika, sposò Vladimiro di Minsk, principe della dinastia dei Rijurk. Successivamente Rissika, fece ritorno in Svezia e sposò in terze nozze Sverker I, il rivale e vincitore di Magnus I.
Il figlio di Magnus, Canuto V, contese il trono danese al cugino Sweyn III.
La sua discendenza legittima si esaurì con Canuto V nel 1157. Il figlio illegittimo di Canuto, Valdemaro (arcivescovo di Brema e Schleswig), ultimo discendente di Magnus, morì nel 1236.

## Ascendenza
|                       |                   |                     | Genitori             |  |  | Nonni |  |  | Bisnonni        |  |  | Trisnonni           |  |
|                       |                   |                     |                      |  |  |       |  |  | Ulf Thorgilsson |  |  | Thorgils Sprakalägg |  |
|                       |                   |                     |                      |  |  |       |  |  | Ulf Thorgilsson |  |  | Thorgils Sprakalägg |  |
|                       |                   | …                   |                      |  |  |       |  |  | Ulf Thorgilsson |  |  |                     |  |
| Sweyn II di Danimarca |                   |                     |                      |  |  |       |  |  | Ulf Thorgilsson |  |  |                     |  |
|                       |                   | Estrid Svendsdatter | Sweyn I di Danimarca |  |  |       |  |  |                 |  |  |                     |  |
|                       |                   | Estrid Svendsdatter | Sweyn I di Danimarca |  |  |       |  |  |                 |  |  |                     |  |
|                       |                   | Estrid Svendsdatter | Gunhildr di Venedia  |  |  |       |  |  |                 |  |  |                     |  |
| Niels di Danimarca    |                   | Estrid Svendsdatter |                      |  |  |       |  |  |                 |  |  |                     |  |
|                       |                   | …                   | …                    |  |  |       |  |  |                 |  |  |                     |  |
|                       |                   | …                   | …                    |  |  |       |  |  |                 |  |  |                     |  |
|                       |                   | …                   | …                    |  |  |       |  |  |                 |  |  |                     |  |
| …                     |                   | …                   |                      |  |  |       |  |  |                 |  |  |                     |  |
|                       |                   | …                   | …                    |  |  |       |  |  |                 |  |  |                     |  |
|                       |                   | …                   | …                    |  |  |       |  |  |                 |  |  |                     |  |
|                       |                   | …                   | …                    |  |  |       |  |  |                 |  |  |                     |  |
| Magnus I di Götaland  |                   | …                   |                      |  |  |       |  |  |                 |  |  |                     |  |
|                       | Stenkil di Svezia | Ragnvald Ulfsson    |                      |  |  |       |  |  |                 |  |  |                     |  |
|                       | Stenkil di Svezia | Ragnvald Ulfsson    |                      |  |  |       |  |  |                 |  |  |                     |  |
|                       | Stenkil di Svezia | Astrid Nialsdotter  |                      |  |  |       |  |  |                 |  |  |                     |  |
| Ingold I di Svezia    | Stenkil di Svezia |                     |                      |  |  |       |  |  |                 |  |  |                     |  |
|                       |                   | Ingamoder           | …                    |  |  |       |  |  |                 |  |  |                     |  |
|                       |                   | Ingamoder           | …                    |  |  |       |  |  |                 |  |  |                     |  |
|                       |                   | Ingamoder           | …                    |  |  |       |  |  |                 |  |  |                     |  |
| Margareta Fredkulla   |                   | Ingamoder           |                      |  |  |       |  |  |                 |  |  |                     |  |
|                       |                   | …                   | …                    |  |  |       |  |  |                 |  |  |                     |  |
|                       |                   | …                   | …                    |  |  |       |  |  |                 |  |  |                     |  |
|                       |                   | …                   | …                    |  |  |       |  |  |                 |  |  |                     |  |
| Elena                 |                   | …                   |                      |  |  |       |  |  |                 |  |  |                     |  |
|                       |                   | …                   | …                    |  |  |       |  |  |                 |  |  |                     |  |
|                       |                   | …                   | …                    |  |  |       |  |  |                 |  |  |                     |  |
|                       |                   | …                   | …                    |  |  |       |  |  |                 |  |  |                     |  |
|                       |                   | …                   |                      |  |  |       |  |  |                 |  |  |                     |  |